# Aeroportul Yeager
Aeroportul Yeager (IATA: CRW, ICAO: KCRW, FAA LID: CRW) este un aeroport din Virginia de Vest, Statele Unite ale Americii ce deservește zona Charleston. Aeroportul a fost tranzitat în 2019 de 453.668 de pasageri.
Situat la o altitudine de 299 m, aeroportul dispune de 1 pistă.

## Infrastructură

### Piste
Aeroportul dispune de o singură pistă. Pista 05/23 are suprafața de asfalt și dimensiunile 6.802 picioare × 150 picioare. 